# Aartsbisdom Raipur
Het aartsbisdom Raipur (Latijn: Archidioecesis Raipurensis) is een rooms-katholiek aartsbisdom met als zetel Raipur, in India. De aartsbisschop van Raipur is metropoliet van de kerkprovincie Raipur, waartoe ook de volgende suffragane bisdommen behoren:
- Ambikapur
- Jagdalpur (Syro-Malabar)
- Jashpur
- Raigarh

## Geschiedenis
Het aartsbisdom werd opgericht op 16 januari 1964, als de apostolische prefectuur Raipur, uit delen van het aartsbisdom Nagpur. Op 5 juli 1973 werd het verheven tot bisdom, en werd suffragaan aan het aartsbisdom Bhopal. Op 27 februari 2004 werd het verheven tot metropolitaan aartsbisdom. 

## Parochies
Het aartsbisdom had in 2020 een oppervlakte van 60.819 km2 en telde 18.871.400 inwoners waarvan 0,3% rooms-katholiek was.

## Ordinarii

### Prefecten
- John A. Weidner (17 januari 1964 - 1973)

### Bisschoppen
- Francis Werner Hunold (apostolisch administrator: 23 augustus 1975 - 1983)
- Philip Ekka (20 oktober 1984 - 15 februari 1991)

### Aartsbisschoppen
- Joseph Augustine Charanakunnel (21 november 1992 - 3 juli 2013)
- Victor Henry Thakur (3 juli 2013 - heden)

Raipur (aartsbisdom) · Ambikapur · Jagdalpur (Syro-Malabar) · Jashpur · Raigarh